# Furlong

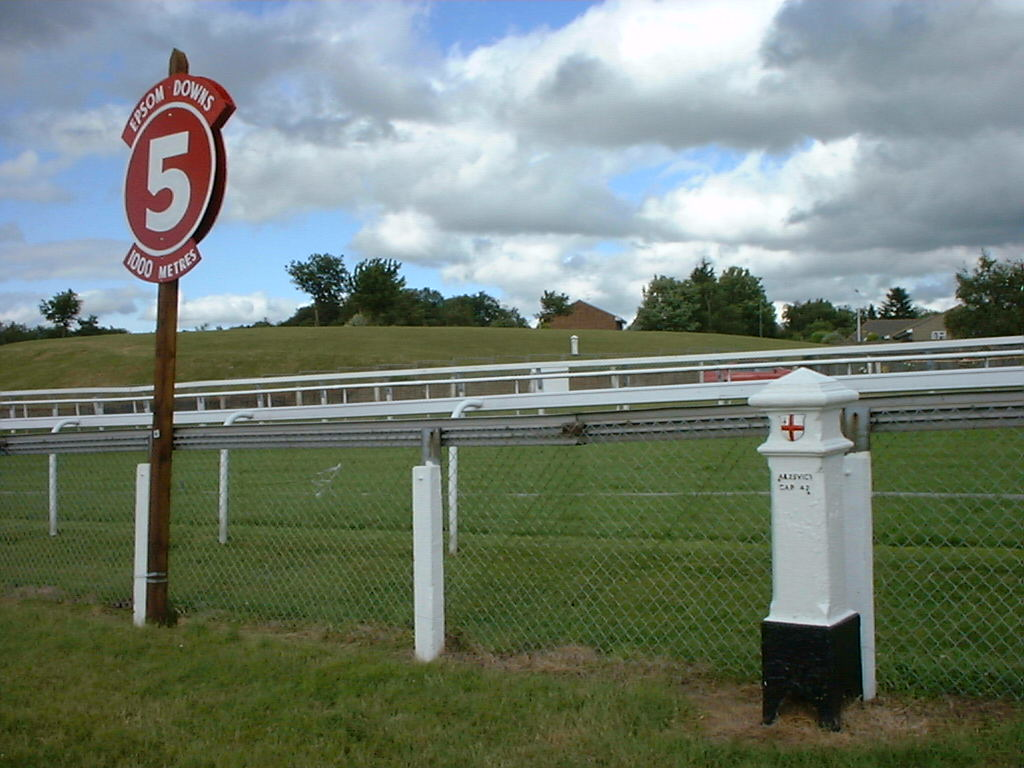
El poste que marca 5 furlongs de distancia (prácticamente 1000 m), en el hipódromo de Epsom

En metrología, el furlong es una medida de longitud en unidades imperiales y en las "United States customary units" igual a un octavo de milla, equivalente a su vez a 660 pies, a 220 yardas, a 40 rods, a 10 cadenas o a aproximadamente 201 metros. Su uso ha quedado prácticamente obsoleto, excepto en las carreras de caballos, donde en muchos países es una unidad de medida estándar para las longitudes de las pruebas.
En los Estados Unidos, algunos estados utilizan la vieja definición para propósitos de topografía, llevando a variaciones en la longitud del furlong de dos partes por millón, o cerca de 0,4 milímetros (1⁄64 de pulgada). Esta variación es muy pequeña para tener consecuencias prácticas en muchas aplicaciones.
Utilizando la definición internacional de la yarda como exactamente de 0,9144 metros, un furlong mide 201,168 metros y cinco furlongs son cerca de 1 kilómetro (1,00584 km exactamente).

## Historia
1. El rod es una unidad histórica de longitud equivalente a 5 1⁄2 yardas. Es posible que se haya originado a partir de la longitud típica de una yunta de bueyes medieval. Hay 4 varas en una cadena.
2. El furlong (que significa longitud del surco) era la distancia que una yunta de bueyes podía arar sin descansar. Esto se estandarizó para que fuera exactamente 40 varas o 10 cadenas.
3. Un acre era la cantidad de tierra cultivable por un hombre detrás de una yunta de ocho bueyes en un día. Los acres tradicionales eran largos y estrechos debido a la dificultad de girar el arado y las condiciones de drenaje de los campos.
4. Un oxgang era la cantidad de tierra cultivable por un buey en una temporada de arado. Esta medida podía variar de un pueblo a otro, pero normalmente rondaba los 15 acres.
5. Un virgate era la cantidad de tierra cultivable por dos bueyes en una temporada de arado.
6. Un carucate era la cantidad de tierra cultivable por una yunta de ocho bueyes en una temporada de arado. Esto equivalía a 8 cuadrillas de bueyes o a 4 vírgates.

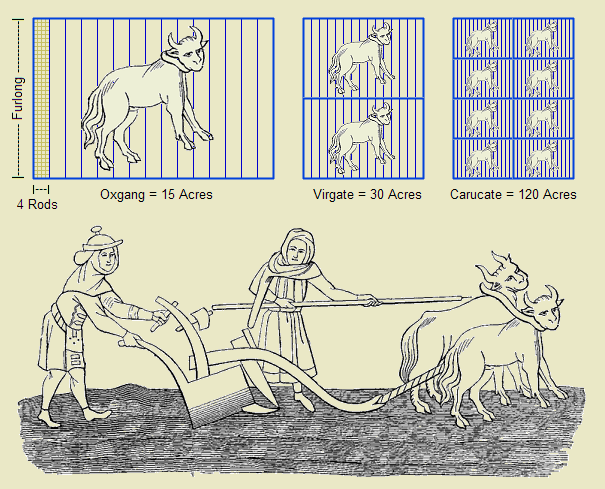
Farm-derived units of measurement:
- El rod es una unidad histórica de longitud equivalente a 5 1/2 yardas. Es posible que se haya originado a partir de la longitud típica de una yunta de bueyes medieval. Hay 4 varas en una cadena.
- El furlong (que significa longitud del surco) era la distancia que una yunta de bueyes podía arar sin descansar. Esto se estandarizó para que fuera exactamente 40 varas o 10 cadenas.
- Un acre era la cantidad de tierra cultivable por un hombre detrás de una yunta de ocho bueyes en un día. Los acres tradicionales eran largos y estrechos debido a la dificultad de girar el arado y las condiciones de drenaje de los campos.
- Un oxgang era la cantidad de tierra cultivable por un buey en una temporada de arado. Esta medida podía variar de un pueblo a otro, pero normalmente rondaba los 15 acres.
- Un virgate era la cantidad de tierra cultivable por dos bueyes en una temporada de arado.
- Un carucate era la cantidad de tierra cultivable por una yunta de ocho bueyes en una temporada de arado. Esto equivalía a 8 cuadrillas de bueyes o a 4 vírgates.

El nombre "furlong" deriva de la palabra del antiguo inglés "furth" (surco) y "lang" (largo).  Data al menos de antes del principio de la época anglosajona en Gran Bretaña. Originalmente, se refería a la longitud del surco en un acre de un campo abierto arado (un campo medieval comunal, el cual era dividido en franjas). El furlong (significando longitud de surco) fue la distancia que una yunta de bueyes podía arar sin descansar. Esto fue estandarizado a ser exactamente 40 rods o 10 cadenas. El sistema de surcos largos surgió debido a que dar la vuelta a una yunta de bueyes tirando de un pesado arado era difícil. Este hecho compensaba las ventajas para el drenaje de los surcos más cortos, y quería decir que los surcos eran hechos tan largos como fuese posible. Un acre es un área de un furlong y una cadena (66 pies o 22 yardas) de ancho. Por esta razón, el furlong también era conocido como una "longitud de acre", aunque, en el uso moderno, un área de un acre puede ser de cualquier forma. El término furlong, o "shot", fue utilizado, también, para describir a una agrupación de franjas adyacentes en un campo abierto.
Entre los primeros anglosajones, el "rod" era la unidad de medición de tierra fundamental.
| Unidad           | Equivale a         |
| ---------------- | ------------------ |
| furlong          | 40 rods            |
| furlong cuadrado | 10 acres           |
| acre             | 4 rods x 40 rods   |
| acre             | 4 rods x 1 furlong |
| acre             | 160 rods cuadrados |

En ese tiempo, los sajones usaban el pie de Alemania del Norte, que era cerca de un 10% más largo que el pie del Acuerdo Internacional de 1959. Cuando Inglaterra cambio a un pie más pequeño al final del siglo XIII, los rods y los furlongs permanecieron sin cambios, debido a que los límites de las fincas en todo el país estaban definidos en rods y furlongs. El único dato que se cambió fue la definición con el número de pies y de yardas en un rod o en un furlong, y el número de pies cuadrados y yardas cuadradas en un acre. Las definiciones pasaron de la antigua medida a la nueva de la forma siguiente:
| Definición | Vieja  | Vieja            | Nueva  | Nueva            |
| ---------- | ------ | ---------------- | ------ | ---------------- |
| rod        | 15     | pies             | 16 1⁄2 | pies             |
| rod        | 5      | yardas           | 5 1⁄2  | yardas           |
| furlong    | 600    | pies             | 660    | pies             |
| furlong    | 200    | yardas           | 220    | yardas           |
| acre       | 36.000 | pies cuadrados   | 43.560 | pies cuadrados   |
| acre       | 4.000  | yardas cuadradas | 4.840  | yardas cuadradas |

Históricamente, el furlong ha sido considerado equivalente al estadio romano, que a su vez había derivado del sistema de medidas griego. Por ejemplo, la biblia del rey Jacobo utiliza el término "furlong" en lugar de la palabra griega estadio, aunque traducciones modernas a menudo, utilizan millas o kilómetros en el texto principal, y dan los números originales en notas a pie de página.
En el sistema romano:
| Unidad  | Equivale a | Equivale a |
| ------- | ---------- | ---------- |
| estadio | 625        | pies       |
| milla   | 8          | estadios   |
| liga    | 3          | millas     |

Una liga era considerada la distancia que un hombre podía caminar en una hora, y la milla (de "mille", significando "mil") consistía de 1000 passus (pasos, 5 pies, o paso doble).
Después de la caída del Imperio Romano de Occidente, la Europa medieval continuó con el sistema romano, que comenzó a diversificarse localmente, generando serias complicaciones en el comercio o en el cobro de impuestos. Alrededor del año 1300, por decreto real, Inglaterra estandarizó una larga lista de medidas. Entre las unidades de distancia y longitud importantes por entonces, estaban el pie, la yarda, el rod (o pole), el furlong, y la milla. 
| Definición | Equivale a | Equivale a |
| ---------- | ---------- | ---------- |
| rod        | 5 1⁄2      | yardas     |
| rod        | 16 1⁄2     | pies       |
| furlong    | 40         | rods       |
| milla      | 8          | furlongs   |
| milla      | 5.280      | pies       |

Una descripción de 1675 establece que "el dimensionador o instrumento de medición, del que los más usuales han sido la cadena, y la longitud común para medidas inglesas cuatro poles, como respondiendo indiferentemente a la milla y al acre ingleses, 10 de tales cadenas en longitud haciendo un furlong, y 10 simples cadenas cuadradas un acre, así que la milla cuadrada contiene 640 acres cuadrados" - John Ogilby, Britannia, 1675
El uso oficial del furlong fue abolido en el Reino Unido bajo la "Weights and Measures Act 1985", una ley que también abolió el uso oficial de varias otras unidades de medición tradicionales.

## Uso

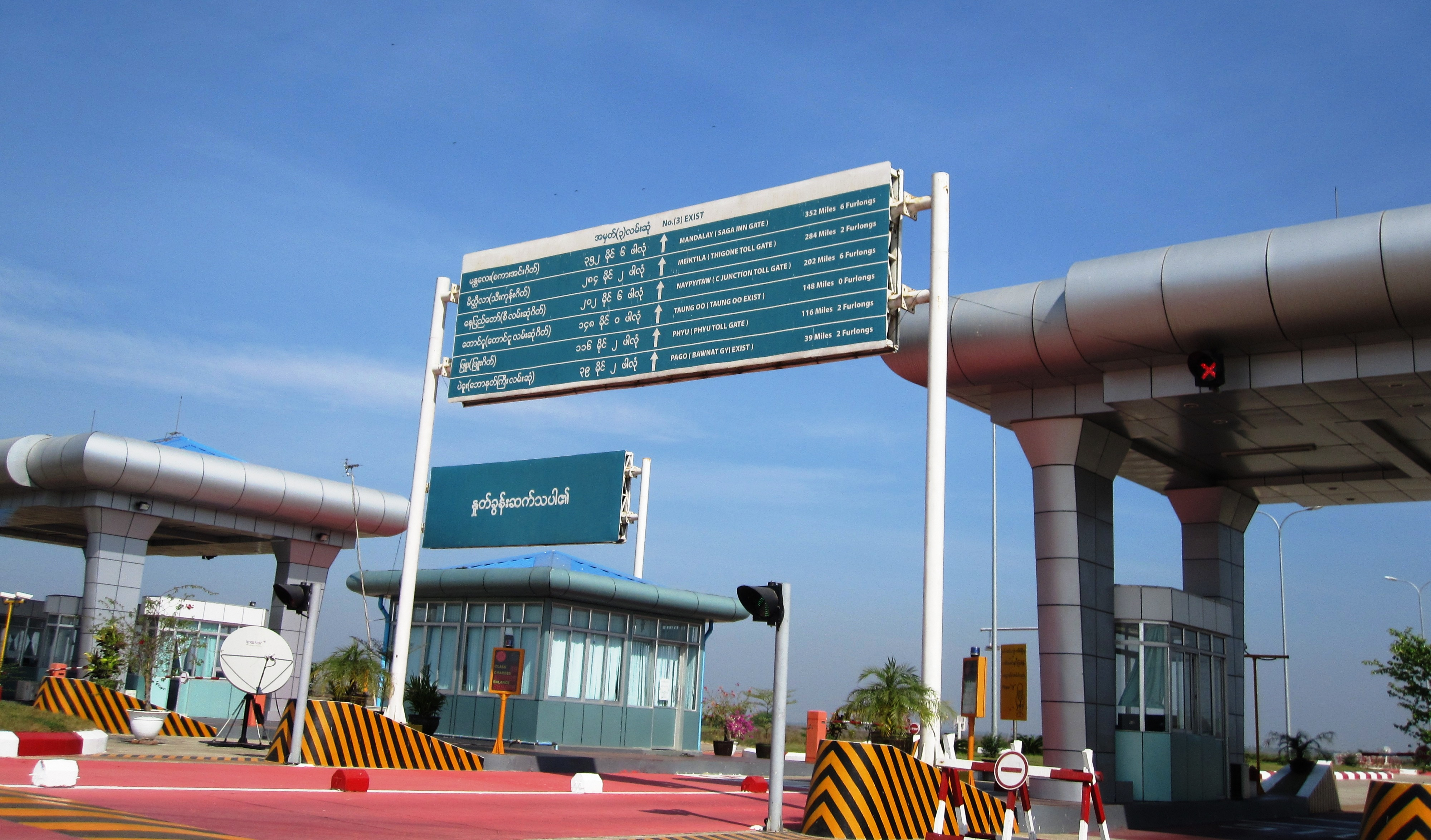
Uso actual de furlongs en una señal de carretera cerca de Yangon

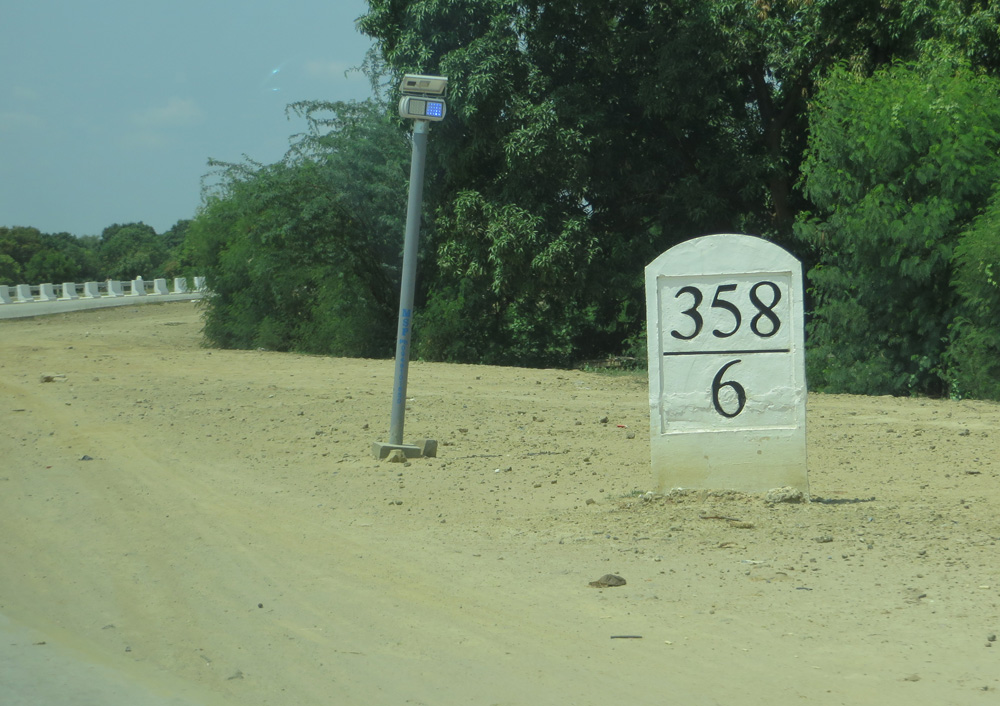
Los hitos en la autopista Yangon-Mandalay utilizan millas seguidas de furlongs

En Myanmar, los furlongs son actualmente utilizados en conjunción con las millas para indicar distancias en señales de autopistas. Los postes de distancia y de referencia en la Yangon-Mandalay Expressway utilizan millas y furlongs.
En el resto del mundo, el furlong tiene un uso limitado, con la notable excepción de las carreras de caballos en la mayoría de los países de habla inglesa, incluyendo Canadá y los Estados Unidos. La distancias para carreras de caballos en Australia fueron convertidas a métricas en 1972, pero en el Reino Unido, Irlanda, Canadá y los Estados Unidos, las distancias de las carreras todavía son indicadas en millas y furlongs. Así mismo, las distancias a lo largo de los canales navegados por botes estrechos en Inglaterra comúnmente se expresan en millas y furlongs.
El sistema de numeración de calles de la ciudad de Chicago asigna una medida de 800 unidades de dirección a cada milla, para mantenerse con el sistema de la ciudad de ocho bloques por milla. Esto significa que cada bloque en un vecindario típico de Chicago (en cualquier dirección norte-sur o este-oeste pero, raramente, en ambas) mide aproximadamente un furlong de longitud. Los bloques de Salt Lake City son también cada uno de un furlong cuadrado en el área del centro. Los bloques llegan a ser de forma menos regular a medida que la ciudad se extiende lejos de su centro, pero el sistema de numeración (800 unidades para cada milla) permanece en todo el condado de Salt Lake. Los bloques en el centro de Logan (Utah) y en grandes secciones de Phoenix (Arizona), también son de un furlong cuadrado en extensión (ocho en una milla, lo cual explica la serie de autopistas que existen: 19th Ave, 27th, 35th, 43rd, 51st, 58th ..). Los bloques de la ciudad en el Hoddle Grid de Melbourne también son de un furlong de longitud.
Gran parte de Ontario, Canadá, fue originalmente topografiado en una cuadrícula de diez-furlongs, con los caminos principales bosquejados a lo largo de las líneas de la cuadrícula. Actualmente, esas distancias son mostradas en señales de carretera en kilómetros, y estos caminos principales están separados entre sí casi exactamente dos kilómetros. Las salidas de las autopistas que acceden a Toronto, generalmente están situadas a intervalos de dos kilómetros.
El furlong es también una unidad base del sistema humorístico "FFF system" de unidades.

## Definición de longitud
La longitud exacta del furlong varía levemente entre los países de habla inglesa. En Canadá y el Reino Unido, donde se define el furlong en términos de la yarda internacional de exactamente 0,9144 metros, un furlong mide 201,168 m. Australia no define formalmente el furlong, pero sí define la cadena y la liga (link) en términos de la yarda internacional.
En los Estados Unidos, donde se define el furlong, la cadena, el rod, y la liga (link) en términos del "U.S. survey foot" de exactamente 1200⁄3937 metros, un furlong mide aproximadamente 201,1684 m de largo. Los Estados Unidos no definen, formalmente, una "yarda de topografía". La diferencia de aproximadamente dos partes por millón entre el valor en los Estados Unidos y el valor "internacional" es insignificante para muchas mediciones prácticas.
En octubre del 2019, la "U.S. National Geodetic Survey" y el "National Institute of Standards and Technology" hicieron público su trabajo conjunto para retirar el pie de topografía (ing. U.S. survey foot), con efecto desde el final del año 2022. El furlong en las "U.S. Customary units" es desde entonces definido basándose en el pie internacional de 1959, dándose la longitud del furlong como exactamente de 201,168 metros también en los Estados Unidos.

## Equivalencias
Un furlong equivale a:
| Cantidad | Unidad  |
| -------- | ------- |
| 0,0416   | leguas  |
| 0,125    | millas  |
| 1        | furlong |
| 2,01143  | ecos    |
| 10       | cadenas |
| 40       | rods    |
| 220      | yardas  |
| 660      | pies    |

Ocho furlongs equivalen a una milla.